# Hemixantha spinipes
Hemixantha spinipes är en tvåvingeart som beskrevs av Friedrich Hermann Loew 1873. Hemixantha spinipes ingår i släktet Hemixantha och familjen Richardiidae. Inga underarter finns listade i Catalogue of Life.